# Грејам (Џорџија)
Грејам (Џорџија) (енгл. Graham) је град у америчкој савезној држави Џорџија. По попису становништва из 2010. у њему је живело 291 становника.

## Демографија
Према попису становништва из 2010. у граду је живело 291 становника, што је 21 (6,7%) становника мање него 2000. године.
| Група             | 2000.       | 2010.       |
| Белци             | 165 (52,9%) | 164 (56,4%) |
| Афроамериканци    | 143 (45,8%) | 110 (37,8%) |
| Азијати           | 0 (0,0%)    | 0 (0,0%)    |
| Хиспаноамериканци | 3 (1,0%)    | 17 (5,8%)   |
| Укупно            | 312         | 291         |